# Et Kærlighedsoffer
Et Kærlighedsoffer er en dansk stumfilm fra 1914, der er instrueret af Robert Dinesen efter manuskript af Alfred Kjerulf.

## Handling
Denne artikel mangler et handlingsreferat. Hjælp os med at skrive det.

## Medvirkende
- Thorkild Roose - Fyrst Ivan Isahoff, guvernør
- Frederik Jacobsen - Professor Andrew Bobileff
- Ebba Thomsen - Anja, professorens datter
- Nicolai Johannsen - Jean Fort, skuespiller
- Franz Skondrup
- Emilie Otterdahl
- Ingeborg Bruhn Bertelsen
- Agnes Andersen
- Axel Boesen
- Holger Syndergaard
- Oluf Billesborg
- Carl Lauritzen
- Ingeborg Jensen
- Lily Frederiksen
- Carl Petersen
- Julie Henriksen